# Montenegro (ort i Colombia, Quindío, lat 4,57, long -75,75)
Montenegro är en ort i Colombia.   Den ligger i departementet Quindío, i den centrala delen av landet, 180 km väster om huvudstaden Bogotá. Montenegro ligger 1 297 meter över havet och antalet invånare är 36 499.
Terrängen runt Montenegro är platt åt sydväst, men åt nordost är den kuperad. Runt Montenegro är det mycket tätbefolkat, med 1 632 invånare per kvadratkilometer. Närmaste större samhälle är Armenia, 8,5 km öster om Montenegro. Omgivningarna runt Montenegro är en mosaik av jordbruksmark och naturlig växtlighet.